# كالابان
كالابان (بالإنجليزية: Calapan) هي مدينة في الفلبين، تتبع أورينتال ميندورو، هي عاصمة أورينتال ميندورو، بلغ عدد سكانها 133٬893  نسمة، في 15 أغسطس 2015، تبلغ مساحتها 250٫06 كيلومتر مربع، رمزها البريدي هو 5200.

## الطقس
يوصف مناخ كالابان بأنه معتدل. يكون الجو جافًا نسبيًا من نوفمبر إلى أبريل ويبلل خلال بقية العام. فبراير/شباط ومارس/آذار لديهما أقل هطول للأمطار بينما شهري أكتوبر ونوفمبر هما أشهر هطول الأمطار الأكبر. يتراوح معدل هطول الأمطار السنوي بين 2500 إلى 4500 ملليمتر (98 إلى 177 بوصة) في الجزء الجنوبي الغربي من المدينة. متوسط درجة الحرارة اليومية هو 22.9 إلى 28.3 درجة مئوية (73.2 إلى 82.9 درجة فهرنهايت).
اتجاه الرياح على مدار العام متغير؛ تسود الرياح الموسمية الشمالية الشرقية من أغسطس ونوفمبر وديسمبر ويناير إلى مارس. الشرق إلى الشمال الشرقي في أبريل؛ الجنوب الشرقي إلى الجنوب يومي مايو ويونيو؛ الشمال الشرقي إلى الجنوب يومي يوليو وسبتمبر، والشرق في أكتوبر.

## الموقع
تشترك في الحدود مع:
- Baco, Oriental Mindoro [الإنجليزية]‏.

## أعلام
- كارين رييس